# Claire McCaskill
Claire Conner McCaskill (Rolla, Estados Unidos 24 de julio de 1953) es una política estadounidense que se desempeñó como la senadora de los Estados Unidos por Missouri de 2007 a 2019 y la auditora de Missouri de 1999 a 2007.
McCaskill es oriunda de Rolla, Missouri. Se graduó de la Universidad de Misuri y de la Facultad de Derecho de la Universidad de Misuri. Miembro del Partido Demócrata, McCaskill sirvió como miembro de la Cámara de Representantes de Missouri de 1983 a 1989, como Fiscal del Condado de Jackson de 1993 a 1998, y como la 34º Auditora Estatal de Missouri de 1999 a 2007. Postuló para gobernadora de Missouri en las elecciones de 2004, derrotando al demócrata en ejercicio Bob Holden en las primarias demócratas, y perdiendo ante el republicano Matt Blunt en una reñida elección general.
McCaskill fue elegida por primera vez al Senado de los Estados Unidos en 2006. Fue la segunda mujer senadora de Missouri y la primera mujer candidata en ser electa al Senado por Missouri (Jean Carnahan fue designada tras la muerte de su esposo). Reelegida en 2012, McCaskill fue derrotada en 2018 por su rival republicano, Josh Hawley. A partir de febrero de 2019, McCaskill es analista política para MSNBC y NBC, y profesora visitante del Instituto de Política de la Universidad de Chicago.

## Primeros años, educación e inicios en la abogacía
McCaskill nació en Rolla, Missouri. Su padre, William Young McCaskill (1925–1993), fue comisionado estatal de seguros durante la administración del gobernador Warren E. Hearnes. Su madre, Betty Anne (de soltera Ward; 1928–2012), fue la primera mujer elegida para el Ayuntamiento de Columbia, Missouri. Betty Anne McCaskill perdió una elección para un escaño en la Cámara de Representantes del estado ante Leroy Blunt, padre del senador estadounidense Roy Blunt y abuelo del exgobernador de Missouri Matt Blunt.
Pasó los primeros años de su infancia en el pequeño pueblo de Houston, Misuri, luego se mudó a Lebanon y después a Columbia. Allí, fue a la escuela secundaria David H. Hickman, donde fue porrista, presidenta del Pep Club, miembro del club de debate, del elenco de musicales, y reina del baile. Posteriormente, cursó estudios en la Universidad de Misuri, de donde se graduó en 1975. Obtuvo un BA en ciencias políticas. Allí, perteneció a la hermandad estudiantil Kappa Alpha Theta. Además, durante el verano de 1974 participó en el Institute on Comparative Political and Economic Systems de la Universidad de Georgetown. En 1978, la Universidad de Misuri le otorgó un Juris Doctor.
Desde su graduación, McCaskill trabajó en el sector público, excepto por tres años en la actividad privada como abogada en un bufete de litigios de Kansas City. Trabajó un año como asistente legal en la Corte de Apelaciones de Misuri para el Distrito Oeste, con sede en Kansas City. Posteriormente, se incorporó a la oficina del fiscal del Condado de Jackson, en donde se especializó en casos de Incendios intencionales.